# 高田宏太郎
高田 宏太郎（たかだ こうたろう、1982年3月31日 - ）は、日本の俳優である。東京都出身。かつての所属事務所は株式会社フレッシュハーツ。
高校時代に雑誌「東京ストリートニュース」の読者モデルとして活躍。その後芸能界入りし、現在は役者として映画・ドラマを中心に活動。10本を超える作品で主演をつとめる。2010年からはポップスバンド「aotsuki」のVo.KOTAROとしても活動中。
趣味はビリヤード、ゴルフ、サッカー、ギター。

## 出演

### 映画
- ピンチランナー（1999年、那須博之監督） - 智 役
- 9-NINE/ナイン（2000年、香月秀之監督） - 主演・トオル 役
- BACK STAGE/バックステージ（2001年、香月秀之監督） - 主演・田辺悟 役
- Go!（2001年、矢崎充彦監督） - 主演・西野康助 役、サンダンス国際映画祭 脚本賞受賞
- マネーざんす「La paume〜ひよこと百円君」（2002年、とよた真帆監督）
- LOVE！ Sunset Kiss（2003年、矢崎充彦監督） - 主演・西野康介 役
- 来訪者（2003年、及川中監督） - 主演・間島裕之 役
- 電話の恋人（2003年、矢崎充彦監督） - 主演・宙平 役
- デコトラの鷲シリーズ（香月秀之監督） - 高村孝作 役
  - デコトラの鷲2（2004年）
  - デコトラの鷲3（2005年）
  - デコトラの鷲4（2006年）
  - デコトラの鷲5（2007年）
- あなたを忘れない（2007年、花堂純次監督） - ケンジ 役
- 巨乳をビジネスにした男（2007年、渡辺武監督） - マネージャー・鈴木 役
- yoriko-寄子-（2008年、棚木和人監督）- 主演・稲泉悟 役
- 君が踊る、夏（2010年、香月秀之監督） - 岡田武 役
- 明日に架ける愛（2011年、香月秀之監督） - 緒方勉 役
- 惨劇館-ブラインド-（2011年、御茶漬海苔監督） - 浩司 役
- 女子カメラ（2012年、向井宗敏監督・脚本） - 吉澤豊 役
- テコンドー魂〜Rebirth〜（2014年、香月秀之監督・脚本）

### オリジナルビデオ
- むこうぶち 9 高レート裏麻雀列伝 麻将（2012年、片岡修二監督） - 藤永 役
- むこうぶち 10 高レート裏麻雀列伝 裏ドラ（2012年、片岡修二監督） - 藤永 役

### ネットシネマ
- チャンスの神様（2002年、香月秀之監督） - 主演
- 電話の恋人（2004年、NETCINEMA.TV）
- NO NAME（2004年、及川中監督、NETCINEMA.TV） - 主演・北村彬 役
- 愛してナイト（2004年、大江利哉監督） - 主演・加藤剛 役
- スクランブル（2004年、土持幸三監督、NETCINEMA.TV） - 主演・土屋雷太 役

### テレビドラマ
- 世にも奇妙な物語 〜冷やす女〜（2000年、フジテレビ） - コンビニ店員 役
- 君を見上げて （2002年、NHK） - 小坂伸哉 役
- パーフェクト・パートナー（2007年、WOWOW） - 香田章一 役
- うさぎがもちつき（2007年、BS-i） - 澤田正太郎 役
- うさぎたちのもちつき（2007年、BS-i・NETCINEMA.TV ほか） - 澤田正太郎 役
- ママの神様（2008年、TBS） - 一郎 役
- 日本史サスペンス劇場特別版 東大落城（2009年、日本テレビ） - 嵯峨一郎 役
- 借王（シャッキング） -銭の達人-（2009年、WOWOW） - 啓介 役
- 再生巨流（2010年、WOWOW） - 蓬莱晋介 役
- WOWOW 連続ドラマW「マグマ」（2012年、WOWOW） - 永井弘毅 役
- 水曜ミステリー9「作家探偵・山村美紗3」（2013年、テレビ東京） - 橋口宗雄 役
- 横浜見聞伝スター☆ジャン（2013年10月12日 - 12月28日、テレビ神奈川） - ニック 役

### Webドラマ
- FLOWER SHOP DIARY 第3話・第4話（2009年11月、レコチョク・music.jp・dwango.jp、ユニバーサルJFilm） - 純也 役

### バラエティー番組
- 『世界ウルルン滞在記』〜エチオピア・ハマル族 編〜（2001年9月2日、TBS）

### CM
- マクドナルド「朝マック」編（2000年）
- THE KISS（2002年 - 2005年） - 主題歌およびイメージキャラクター
- 岡崎産業（2007年 - 2008年）
- 増永眼鏡『光輝』ブランド（2010年 - 2011年） - 2010年イメージキャラクター

### 写真集
- 『KOTARO@SHIBUYA』（2000年11月10日、文芸社）

### CD
- 映画『9-NINE』挿入歌
- CM『THE KISS』主題歌
- ユニバーサルミュージック『愛してナイト』主題歌

### 音楽活動
- 「aotsuki」 ボーカル担当
  - 映画「純情」主題歌 ほか